# تانگ جینگ سونگ
تانگ جینگ سونگ ( Chinese ; 1841–1903) یک ژنرال و دولتمرد چینی بود. او فرماندهی ارتش یوننان را در جنگ چین و فرانسه (اوت 1884 تا آوریل 1885) برعهده داشت و با متقاعد کردن رهبر پرچم سیاه لیو یونگ فو برای خدمت تحت فرمان چین، سهم مهمی در موفقیت نظامی سلسله چینگ چین در تونکین (شمال ویتنام) داشت. کارگردانی هوشمندانه او در محاصره Tuyên Quang (نوامبر 1884 تا مارس 1885) به طور گسترده مورد تحسین قرار گرفت. او بعداً فرماندار استان چین تایوان شد. پس از واگذاری چین تایوان به ژاپن در پایان جنگ اول چین و ژاپن (1894-1895)، او رئیس جمهور کوتاه مدت فورموسا شد.

## جنگ چین و فرانسه
تانگ جینگ سونگ در جنگ چین-فرانسه و در دوران خصومت های غیر اعلام شده که پیش از آن انجام شد نقش مهمی ایفا کرد. در سال 1882 توسط دولت چینگ به ویتنام فرستاده شد تا توانایی دولت ویتنام را برای مقاومت در برابر گسترش فرانسه در تونکین ارزیابی کند. در طول اقامت او توانست لیو یونگفو را متقاعد کند تا با ارتش پرچم سیاه در برابر فرانسوی ها میدان را بگیرد. مداخله لیو منجر به شکست فرانسه در نبرد پل کاغذی در 19 مه 1883 شد که در آن فرمانده ارشد فرانسه هنری ریویر کشته شد. در پی این فاجعه، دولت جولز فیری نیروهای نظامی و دریایی قابل توجهی را به تونکین اختصاص داد. 
تانگ تنها فرمانده ارشد چینی بود که در کمپین سون تای (دسامبر ۱۸۸۳) شرکت کرد. اگرچه لیو یونگ فو و متحدان ویتنامی و چینی او نتوانستند سون تای را در برابر فرانسوی ها نگه دارند، وفاداری تانگ به لیو در آن مناسبت هرگز توسط رهبر سیاه پرچم ها فراموش نشد. در سپتامبر ۱۸۸۳ تانگ ارتش یوان را از لائو کای به سمت رودخانه سرخ پایین آورد تا پست فرانسوی توهای کوانگ را تهدید کند و لیو یونگ فو به عنوان ژنرال زیردست به او خدمت کرد.
اگرچه او در نهایت نتوانست پست فرانسوی را تصرف کند، رفتار هوشمندانه و روشمند تانگ در محاصره تویین کوانگ توسط بسیاری از همکاران چینی او، از جمله ژانگ ژیدونگ ، نایب السلطنه لیانگگوانگ ، و سین یویینگ  تحسین شد.

کاپیتان جان فرانسوا آلفونس لکومت، یکی از افسران باهوش‌تر سپاه اعزامی تونکین ، همچنین به مهارتی که ارتش تانگ در محاصره خود در تویین کوانگ نشان داده بود، ادای احترام کرد:
ماندارین  ها حمله به تویین کوانگ را به شیوه ای بسیار هوشمندانه هدایت کرده بودند. به دلیل شورش موسلم در یوان، شورشی که تقریباً کل استان را فراگرفته بود و تنها پس از چندین محاصره توسط ارتش ما سرکوب شد، آنها اکنون در هنر محاصره خبره بودند. نیروهای آنها عالی بودند، و اگرچه نتوانستند قلعه را تصرف کنند، همانطور که توسط تعداد انگشت شماری از قهرمانان دفاع می کردند و در زمان کوتاهی توسط تیپ جیووانینلی آسوده می شدند، این محاصره با این وجود یک شاهکار با شکوه برای آسمانیان بود و نشان داد. که در صورت لزوم می توانند به این مناسبت برسند. 

## جمهوری فرمز
تانگ جانشین شائو یولیان شد  به عنوان فرماندار تایوان در سال ۱۸۹۴. پس از شروع جنگ اول چین و ژاپن (۱۸۹۴-۱۸۹۵) او از دوست قدیمی خود لیو یونگ فو دعوت کرد تا فرماندهی نیروهای چینگ در جنوب تایوان را به عهده بگیرد.
پس از شکست چین در جنگ اول چین و ژاپن، تایوان در آوریل ۱۸۹۵ تحت معاهده شیمونوسکی به ژاپن واگذار شد. تعدادی از مقامات چینی در تایوان تصمیم گرفتند در برابر ژاپنی ها مقاومت کنند و تایوان را جمهوری مستقل فرمز اعلام کردند. تانگ در ۲۵مه ۱۸۹۵به عنوان رئیس جمهور جمهوری مشخص شد. این جمهوری بیشتر از زمانی که ژاپنی ها برای حمله و اشغال تایوان طول کشید دوام نیاورد. ژاپنی ها در ۲۹مه ۱۸۹۵به شمال تایوان حمله کردند و در ۳ ژوئن نیروهای چینی را در کیلونگ شکست دادند.
هنگامی که خبر شکست در کیلونگ در ۴ ژوئن به تایپه رسید، رهبران جمهوری فرمز فورا کشتی را رها کردند. در شب ۴ ژوئن تانگ جینگ سونگ به تامسوئی گریخت و از آنجا با کشتی بخار آرتور در غروب ۶ ژوئن به سمت سرزمین اصلی چین حرکت کرد. خروج او به دلیل بی نظمی در تامسویی یک روز به تعویق افتاد.  
پس از فرار تانگ، نیروهای جمهوری به مقاومت در برابر ژاپنی ها در تایوان به رهبری لیو یونگ فو ادامه دادند. با این حال، نیروهای جمهوری خواه با ژاپنی ها برابر نبودند، و جمهوری در نهایت با اشغال تاینان توسط ژاپن در ۲۱ اکتبر ۱۸۹۵ فروپاشید. لیو یونگ فو نیز مانند تانگ سربازان خود را رها کرد و برای فرار از مرگ و اعدام  به سرزمین اصلی گریخت.

## مرگ
تانگ جینگ سونگ در سال ۱۹۰۳ در خانه خود در گویلین در سن ۶۳ سالگی  در تنهایی درگذشت.

## یادداشت ها
- This article incorporates text from Christian work: illustrated family newspaper, Volume 58, a  publication from 1895, now in the public domain in the United States.

## مراجع
- دیویدسون، جی دبلیو ، جزیره فورموسا، گذشته و حال (لندن، 1903)
- Lecomte، J.، La vie militaire au Tonkin (پاریس، 1893)
- ریه چانگ [龍章]، یوه نان یو چونگ فا چان چنگ [越南與中法戰爭، ویتنام و جنگ چین و فرانسه] (تایپه، 1993)
- McAleavy، H.، پرچم های سیاه در ویتنام: داستان یک مداخله چینی (نیویورک، 1968)
- Thomazi، A.، La conquête de l'Indochine (پاریس، 1934)
- Thomazi، A.، Histoire militaire de l'Indochine français (هانوی، 1931)